# Hohenzollern Typ Borbeck
Die Tenderlokomotiven Hohenzollern Typ Borbeck wurden von der Lokomotivfabrik Hohenzollern in Düsseldorf als Industrielokomotiven gebaut. Es sind 14 Lokomotiven bekannt. Das älteste bekannte Exemplar der Reihe stammt aus dem Jahr 1919. Der Bau erfolgte bis 1929.
Ihr Einsatzgebiet waren besonders Werkbahnen. Sie waren bis Ende der 1960er Jahre im Einsatz. Eine Lokomotive war bei der Museumstoomtram Hoorn–Medemblik bis 1993 im Einsatz und wurde als letzte ihrer Gattung ausgemustert und verschrottet.

## Geschichte
Die Lokomotiven entstammen einem umfangreichen Programm von Tenderlokomotiven für Industrie- und Privatbahnen des Herstellers Hohenzollern, das von B-gekuppelten Lokomotiven mit etwa 100 PS bis zu E-Kupplern mit etwa 800 PS reichte. Sie wurden als Nassdampf-Lokomotiven gebaut.
Ihr Aufgabengebiet war der Rangierdienst mit kleineren Wagengruppen auf Werkbahngleisen. Dafür waren sie zur Erzielung einer hohen Zugkraft und für wartungsarmen Betrieb ausgelegt. Sie waren ab Werk lediglich mit einer Handbremse ausgerüstet, die indirekte Bremse erhielten sie vereinzelt durch spätere Umbauten.
Eine private Datenbank listet 13 Lokomotiven auf (2020). Bei den Zechen in Nordrhein-Westfalen wurde eine weitere Lokomotiven gefunden, sodass 14 Lokomotiven bekannt sind. 1928/29 endete der Lokomotivbau bei Hohenzollern. Als Nachfolger wurden bei Krupp Lokomotiven vom Typ Hannibal gefertigt.

## Technik
Die Lokomotiven besaßen einen Innenrahmen mit in den Rahmenwangen eingenietetem Wasserkasten. Beidseitig des Kessels waren zwei weitere seitliche äußerer Wasserkästen vorhanden, der den Loks einen Vorrat von 5,5 m³ ermöglichte. Der Kohlenkasten war hinter dem Führerhaus angeordnet; er fasste 2,5 t Kohle und hatte einen gebogenen oberen Abschluss. Manche Lokomotiven bekamen Aufsätze für einen größeren Inhalt. Das Führerhaus besaß Oberlichter. Der eiserne Kessel besaß eine kupferne Feuerbüchse. Die schmiedeeisernen Speichenräder waren mit Blattfedern abgefedert. Angetrieben wurde die letzte Kuppelachse der Lok, was eine lange Treibstange bedingte. Die Steuerung der Dampfmaschine erfolgte mit Kolbenschiebern.
Die Lokomotiven besaßen einen relativ kurzen und breiten Schornstein. Die Kesselaufbauten waren Dampf- sowie Sanddom und an der Führerhausvorderwand ein Sicherheitsventil. Der Sandkasten wurde mechanisch betrieben und sandete jeweils eine Achse in Fahrtrichtung.

## Einsatz
Die Lokomotiven erreichten ein Dienstalter von etwa 40 Jahren. Anfang der 1960er Jahre begannen die Ausmusterungen.

### Hohenzollern 4289
Die Lokomotive mit der Fabriknummer 4289 wurde 1924 hergestellt und zuerst an die Gewerkschaft Mechernicher Werke geliefert, wo sie die Nummer 18 trug. Dort war die Lok bis 1959 beschäftigt und wurde danach an die Grube Anna in Alsdorf weitergegeben, dort trug sie die Nummer 6II. Die Lokomotive fuhr hier bis 1973. Ab 1975 gehörte sie der Museumstoomtram Hoorn–Medemblik in den Niederlanden, stand jedoch noch 1977 in schlechtem Zustand in Merkstein.
Bei der Museumsbahn war sie bis 1993 in Betrieb, danach abgestellt und verschrottet.

### Weitere bekannte Lokomotiven
- Bei der Zeche Ewald Fortsetzung in Oer-Erkenschwick verkehrte die 1929 in Dienst gestellte Lokomotive mit der Fabriknummer 4539. Sie war noch bei der Zeche König Ludwig in Recklinghausen eingesetzt und wurde 1970 ausgemustert.[7]